# Benoît Baby
Pour les articles homonymes, voir Baby.

a Compétitions nationales et continentales officielles uniquement.

b Matchs officiels uniquement.
Dernière mise à jour le 16 mai 2020.
Benoit Baby, né le 7 septembre 1983 à Lavelanet (Ariège), est un joueur français de rugby à XV.

## Biographie

### Carrière de joueur

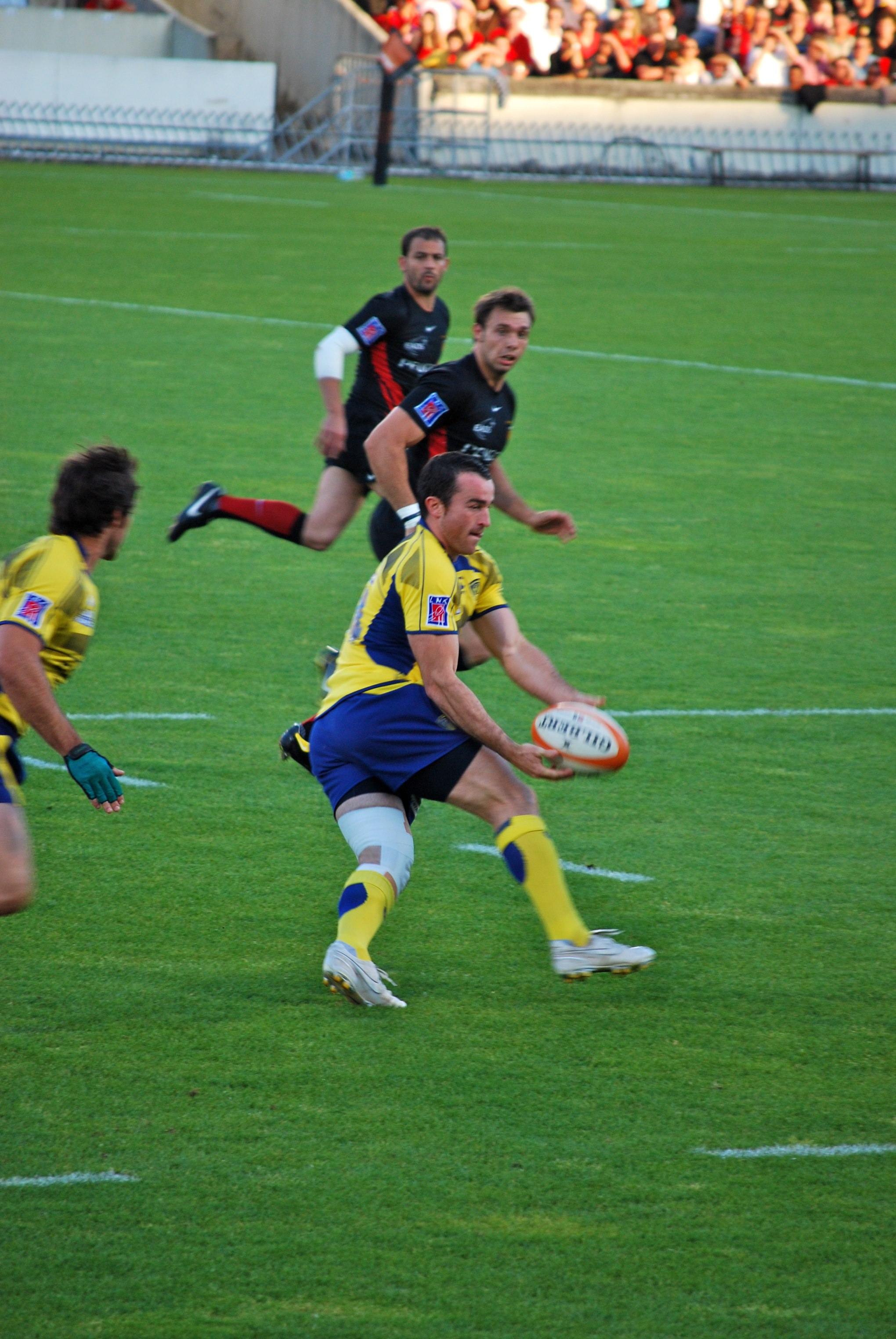
Benoît Baby, avec l'ASM Clermont, face à son ancien club, le Stade toulousain.

Formé au Stade toulousain, Benoît Baby fait ses débuts lors de la saison 2000-2001 pendant laquelle il participe à la conquête du Bouclier de Brennus.
Il a honoré sa première cape internationale en équipe de France le 12 mars 2005 contre l'équipe d'Irlande lors du Tournoi des Six Nations 2005 et marqua un essai à l'occasion. Lors de ce match, il assène un coup de tête à Brian O'Driscoll et est suspendu quatre semaines pour ce geste.
En mars 2007, il est sélectionné avec les Barbarians français pour jouer un match contre l'Argentine à Biarritz. Les Baa-Baas s'inclinent 28 à 14.
Il quitte le club à l'intersaison 2007 pour rejoindre l'ASM Clermont Auvergne.
Il revient en équipe de France le 8 novembre 2008 contre l'équipe d'Argentine lors de la tournée d'automne.
En novembre 2010, il est invité avec les Barbarians français pour jouer un match contre les Tonga au stade des Alpes à Grenoble. Ce match est aussi le jubilé de Jean-Baptiste Élissalde. Les Baa-Baas s'inclinent 27 à 28.
En février 2011, il signe au Biarritz olympique Pays basque pour les trois saisons suivantes.
Après six saisons au BO, il met à un terme à sa carrière à la suite d'une grave blessure au dos. Joueur très polyvalent, il peut évoluer à quatre postes différents : demi d'ouverture, ailier, centre et arrière.

### Carrière d'entraîneur
À partir de la saison 2019-2020, Il intervient lors des entraînements de l'équipe professionnelle et du centre de formation du Biarritz olympique. À la fin de la saison, il signe un contrat jusqu'en 2022 pour être responsable des skills et entraîneur de l'équipe Crabos.
En septembre 2021, il intègre l'équipe dirigeante de la structure amateur du Biarritz olympique. Il est accompagné de ses anciens coéquipiers David Couzinet, élu président, Imanol Harinordoquy, vice-président, Jérôme Thion, trésorier, Dimitri Yachvili, Christophe Milhères et Jimmy Marlu pour mener l'opposition à l'équipe dirigeante à la tête de la structure professionnelle du BO, menée par Jean-Baptiste Aldigé. Le 15 décembre, ils sont confirmés dans leurs fonctions pour un mandat complet par un vote des adhérents (135 voix pour, 81 contre et 1 nul). Benoît Baby porte le projet sportif de la nouvelle équipe.
À l'issue des Jeux olympiques de 2024, il est nommé entraîneur-sélectionneur de l'équipe de France de rugby à sept, en remplacement de Jérôme Daret dorénavant manager général des équipes de France masculines de rugby à sept.

## Palmarès

### En club
- Championnat de France cadets Alamercery :
  - Vainqueur (1) : 1999
- Championnat de France Crabos :
  - Vainqueur (1) : 2000
- Coupe Frantz-Reichel :
  - Vainqueur (1) : 2002
- Challenge européen :
  - Vainqueur (1) : 2012 avec le Biarritz olympique
- Coupe d'Europe : 
  - Vainqueur (2) :  2003 et 2005 avec le Stade toulousain
  - Finaliste (1) : 2004 avec le Stade toulousain

- Championnat de France :
  - Vainqueur (2) : 2001 avec le Stade toulousain et 2010 avec l'ASM Clermont Auvergne
  - Finaliste (2) : 2008 et 2009 avec l'ASM Clermont Auvergne

### Entraîneur
- Championnat du monde junior :
  - Vainqueur (1) : 2023

## Statistiques en équipe nationale
- 9 sélections en équipe de France : 3 en 2005, 3 en 2008, 3 en 2009
- 8 points marqués : 1 essai, 1 pénalité
- Tournois des Six Nations disputés : 2005, 2009
- Équipe de France A : 1 sélection en 2005 (Angleterre A)[réf. nécessaire]